# Winterhausen
Winterhausen ist ein Markt im unterfränkischen Landkreis Würzburg und Mitglied der Verwaltungsgemeinschaft Eibelstadt. Außer dem Hauptort gibt es keine weiteren Gemeindeteile.

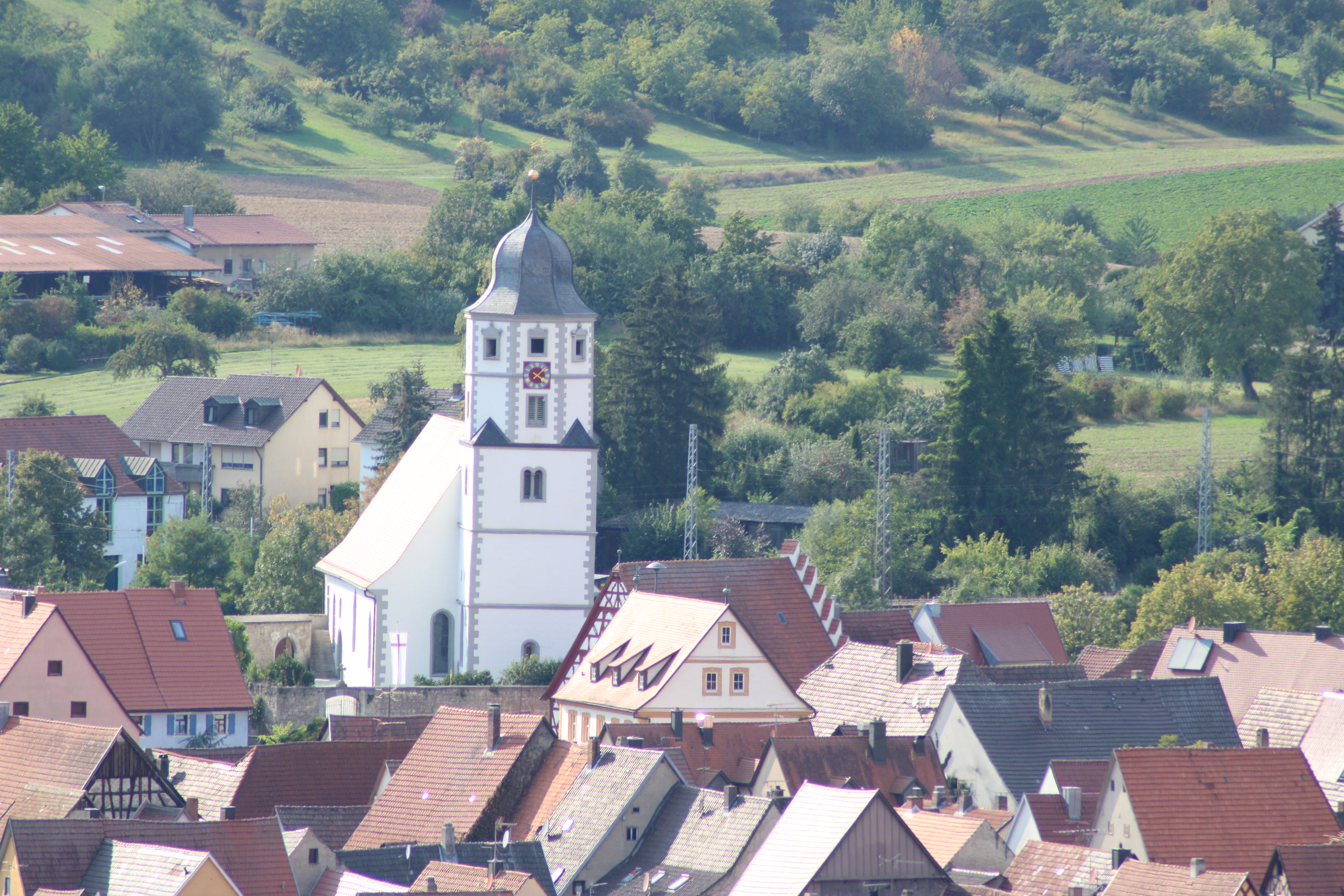
Winterhausen, Blick von Osten

## Geographie

### Geographische Lage
Winterhausen liegt im Regierungsbezirk Unterfranken, in der Region Mainfranken, im Landkreis Würzburg. Direkt gegenüber Winterhausen, am Ostufer des Mains, liegt der Ort Sommerhausen. Die kuriosen Namen der beiden Ortschaften haben ihren Ursprung bei den Kirchenpatronen. So hat der Sommerhäuser Kirchenpatron Bartholomäus seinen Gedenktag im Sommer (24. August), der Winterhäuser Kirchenpatron Nikolaus im Winter (6. Dezember). Durch Winterhausen führt der Fränkische Marienweg.

### Nachbargemeinden
Die Nachbargemeinden sind Eibelstadt, Ochsenfurt, Reichenberg, Sommerhausen und Würzburg.

## Geschichte

### Bis zur Gemeindegründung
Der Markt Winterhausen war ehemals ein Amt der limpurgischen Herrschaft Speckfeld (bzw. deren Erbtöchter von Rechtern), wo von 1540 an die Reformation eingeführt wurde. Der Ort lag ab 1500 im Fränkischen Reichskreis. Er fiel bei der Mediatisierung an Bayern und wurde 1810 bei Grenzbereinigungen dem Großherzogtum Würzburg überlassen, mit welchem es 1814 an Bayern zurückfiel. Im Zuge der Verwaltungsreformen in Bayern entstand mit dem Gemeindeedikt von 1818 die heutige Gemeinde.

### Verwaltungszugehörigkeit
Bis zur Gebietsreform 1972 gehörte Winterhausen zum Landkreis Ochsenfurt, seitdem zum Landkreis Würzburg.
Seit 1978 ist Winterhausen Mitglied der Verwaltungsgemeinschaft Eibelstadt.

### Einwohnerentwicklung
Im Zeitraum 1988 bis 2018 stieg die Einwohnerzahl von 1213 auf 1379 um 166 Einwohner bzw. um 13,7 %. 2000 hatte der Markt 1571 Einwohner.
Quelle: BayLfStat
| Jahr | Einwohner |
| ---- | --------- |
| 1961 | 1300      |
| 1970 | 1320      |
| 1987 | 1209      |
| 1991 | 1340      |
| 1995 | 1473      |
| 2000 | 1554      |
| 2005 | 1522      |
| 2010 | 1469      |
| 2015 | 1459      |

## Politik

### Erste Bürgermeister
- Leonhard König – SPD (1996–2002)
- Wolfgang Mann – SPD (2002–2018)

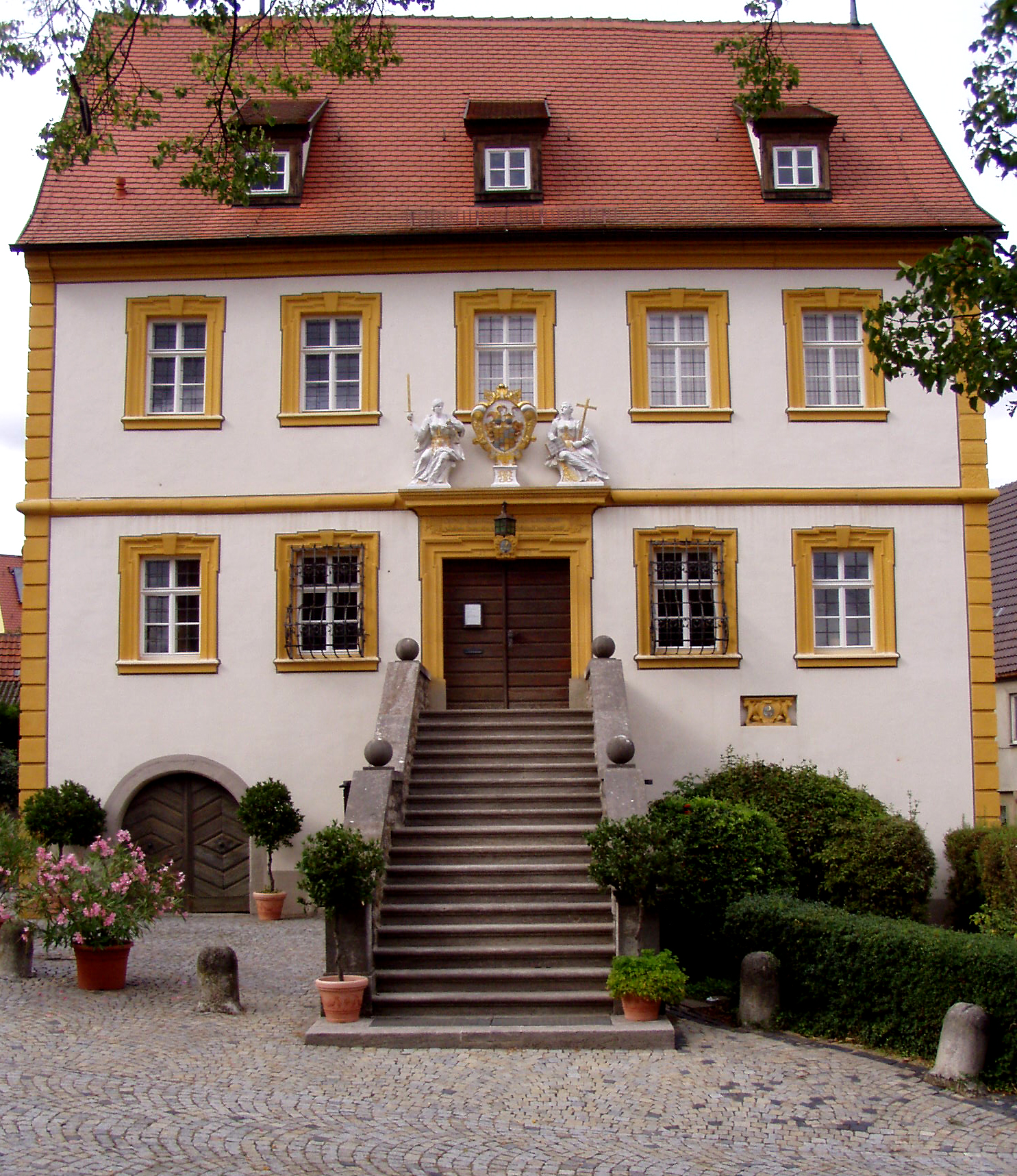
Das barocke Rathaus von Winterhausen

- Christian Luksch – UWG (seit 2018)

Luksch hat das Amt am 1. Juli 2018 angetreten; die Wahlzeit verlängert sich gesetzlich bis zum 30. April 2026.

### Marktgemeinderat
Der Marktgemeinderat hat 12 Mitglieder, zuzüglich des Ersten Bürgermeisters. Sitzverteilung (Stand nach den Kommunalwahlen 2020):
- FWG – Freie Wählergemeinschaft Winterhausen: 5 Sitze
- UWG – Unabhängige Wählergemeinschaft „Bürgerblock“: 4 Sitze
- CSU – Christlich-Soziale Union in Bayern: 3 Sitze

### Wappen
|                                         | Blasonierung: „Geteilt von Blau und Silber; oben zwischen fünfzehn sechsstrahligen silbernen Sternen schwebend ein abnehmender, gesichter goldener Halbmond, unten eine an grünem Rebstück mit zwei grünen Blättern hängende rote Traube.“ |
| Wappenführung seit dem 17. Jahrhundert. | |

### Gemeindepartnerschaften
Zur Festigung und Vertiefung der schon bestehenden freundschaftlichen Kontakte sind die Stadt Cannobio und die Marktgemeinde Winterhausen am 23. April 2016 eine Partnerschaft eingegangen.
Durch diese Partnerschaft zwischen Cannobio und Winterhausen sollen die guten nachbarlichen Beziehungen zwischen Italien und Deutschland weiter gestärkt und ein dauerhaftes freundschaftliches Band zwischen den Bürgerinnen und Bürgern in Cannobio und Winterhausen geknüpft werden. Dieses Ziel soll insbesondere durch Zusammenarbeit und Austausch in folgenden Sektoren erreicht werden:
- Musik, Folklore und Tradition
- Wirtschaft und Tourismus
- Schule, Bildung und Sport
- Gesundheitswesen

Beide Gemeinden unterstützen tatkräftig die entsprechenden Aktivitäten und Begegnungen mit allen zur Verfügung stehenden Mitteln.
Die Partnerschaft zwischen Cannobio und Winterhausen soll einen Beitrag zu Toleranz, Freiheit und Frieden in einem geeinten Europa leisten.

## Infrastruktur

### Verkehr
- Winterhausen liegt an der Staatsstraße 2418 zwischen Würzburg und Ochsenfurt. Über den Main führt eine Brücke nach Sommerhausen, wo Anschluss an die Bundesstraße 13 besteht.

- Winterhausen ist durch einen Bahnhof an der Bahnstrecke Treuchtlingen–Würzburg, der stündlich von der Regionalbahn bedient wird, an das Schienenverkehrsnetz angebunden.

### Bildung
Es gibt folgende Einrichtungen (Stand: 2016):
- Kindergärten: 75 Kindergartenplätze mit 63 Kindern

### Vereine
Die Gemeinde hat eine Freiwillige Feuerwehr mit 27 aktiven Mitgliedern und sieben Jugendlichen, einen Schützenverein, den 1. FC Winterhausen, den Karnevalsverein KCK, den Verein für Ortsgeschichte, die Musikkapelle Winterhausen e. V., die Captain Freunde Winterhausen e. V., den Musikalischen Verein 1847 Winterhausen und die Ortsgruppe des Bund Naturschutz.

### Sonstige Gruppen
Darüber hinaus verfügt Winterhausen über viele sozial engagierte Bürgerinnen und Bürger, welche sich in verschiedenen Gruppen zusammengefunden haben.
- Helferkreis Asylbewerber
- Helfernetzwerk
- Kleidermarktteam
- Arbeitskreis Image
- Winterhäuser Walnussknacker

Von besonderer Bedeutung ist dabei der in der Dorfgemeinschaft am ersten Adventswochenende organisierte Weihnachtsmarkt, am Rathausplatz und in angrenzenden Straßen. Der Verkaufserlös der Bewirtung geht zumeist in die Förderung der Vereinsarbeit.

## Persönlichkeiten
- Johann Valentin Hamm (* 1811 in Winterhausen; † 1874 in Würzburg), Musikdirektor, Konzertmeister und Komponist
- Manfred Seitz (* 1928 in Winterhausen; † 2017 in Erlangen), evangelischer Theologe, Hochschullehrer
- Volker Hartenstein (* 1943 in Winterhausen), Pädagoge und Politiker, Mitglied des Bayerischen Landtags
- Sebastian Löbner (* 1949 in Winterhausen), Sprachwissenschaftler und Hochschullehrer